# Religioni in Niger
La religione più diffusa in Niger è l'islam. Secondo una stima del 2010 del Pew Research Center, i musulmani sono più del 98% della popolazione e sono in maggioranza sunniti; la restante parte della popolazione segue principalmente il cristianesimo e le religioni africane tradizionali. Una stima del 2015 dell'Association of Religion Data Archives (ARDA) dà i musulmani al 95,7% circa della popolazione; il 3,4% circa della popolazione segue religioni africane, lo 0,4% circa della popolazione segue il cristianesimo e il restante 0,5% della popolazione segue altre religioni, non segue alcuna religione o non precisa la propria appartenenza religiosa. Altre stime danno i musulmani al 93,2% della popolazione, le religioni africane al 5,9% della popolazione e i cristiani allo 0,6% della popolazione, mentre il restante 0,3% della popolazione segue altre religioni o non segue alcuna religione.

## Religioni presenti

### Islam
La maggioranza dei musulmani nigerini è sunnita e segue la corrente malikita. Sono presenti anche minoranze di sciiti e di ahmadiyya.

### Religioni africane
Le religioni africane tradizionali in Niger sono praticate principalmente nell’ambito del popolo Hausa. Diverse comunità praticano un sincretismo fra l'islam e la religione tradizionale Hausa basata sull'animismo, mentre altre piccole comunità mantengono la religione tradizionale preislamica.

### Altre religioni
In Niger è presente un piccolo gruppo di bahai, che rappresenta lo 0,04% della popolazione.